# 筑波山梅まつり
筑波山梅まつり（つくばさんうめまつり）は、毎年2月中旬から3月末にかけて茨城県つくば市の筑波山中腹の筑波山梅林で行われる祭りである。第1回は1974年(昭和49年)、2023年で50回目となる。毎年約20万人の人出がある。

## 概要
筑波山中腹の市営梅林、約4.5haには白梅・紅梅など約30種の梅があり、木道や「あずまや」が整備されている。総数は1000本ほどである。
祭り期間中は特設ステージでのイベントの他、ガマの油売り口上の披露、甘酒・梅茶のサービス、茶会の催しなどがある

## アクセス
電車・バス利用
首都圏新都市鉄道つくばエクスプレスで「つくば駅」下車。筑波山シャトルバスに乗車し「筑波山神社入口」下車（約40分）。なお、当祭り期間中は帰りのつくばセンター行きのみ、「梅林入口」バス停に臨時停車する。
自家用車利用
常磐自動車道土浦北ICより国道125号、茨城県道14号筑西つくば線、茨城県道42号笠間つくば線利用（約45分）。ただし、祭り期間中は、梅林付近の駐車場は大変混雑するため、上記の筑波山シャトルバスの利用が望ましい。シャトルバス発着地のつくばセンター付近にも駐車場が多数ある。

## 備考
- 筑波線廃止後からつくばエクスプレス開業前は、当祭り開催期間中はJR常磐線土浦駅 - つつじヶ丘間で運行された筑波山直行臨時バスと、つつじヶ丘→土浦駅間で1便のみ直通定期便がそれぞれ運行された時期があった。
- 2011年の第38回は開催期間中に東日本大震災が発生したため、発生当日の3月11日をもって全てのイベントを中止した[9]。
- 2012年の第39回は寒冬で梅の開花が遅れたため、3月20日の終了予定を3月31日まで延長した。[10]
- 2020年の第47回はまつり自体は終了予定日まで開催したものの、新型コロナウイルスの影響により2月28日以降に予定していたイベントを全て中止した[11]。
- 2021年の第48回は当初、2月13日から3月21日までの開催予定としていたが、茨城県独自の緊急事態宣言が発令されたため、宣言解除後の2月26日から3月21日までに期間を短縮して開催された[12]。
- 2022年の第49回は当初、茨城県に適用されていたまん延防止重点措置が解除され次第開催を予定していたが[13]、適用期間がまつり終了後の3月21日まで再延長されたため、開催中止となった[14]。
- 2023年の第50回は、2019年以来4年ぶりに通常規模での開催となる[15]。